# Burgstall Königsfeld
Der Burgstall Königsfeld  ist eine abgegangene mittelalterliche Niederungsburg nördlich von Königsfeld, einem Gemeindeteil des Marktes Wolnzach im Landkreis Pfaffenhofen an der Ilm von Bayern. Die Anlage wird als Bodendenkmal unter der Aktennummer D-1-7335-0076 als „Burgstall des Mittelalters“ geführt.

## Beschreibung
Der Burgstall liegt in Niederungslage auf 387 m ü. NHN 630 m nördlich der Pfarrkirche St. Margareta von Königsfeld. Im Urkataster von Bayern ist eine kreisrunde Anlage mit 45 m Durchmesser eingezeichnet. Die Anlage liegt auf einem Acker und ist durch die landwirtschaftliche Bearbeitung verebnet und nicht mehr erkennbar.